# Leon Kantelberg
Leon Kantelberg (ur. 15 lipca 1978 w Eindhoven) – holenderski piłkarz grający na pozycji pomocnika. Reprezentant Antyli Holenderskich.
W Eredivisie rozegrał 17 spotkań i zdobył 3 bramki.